# New Norfolk
New Norfolk är en ort i Australien. Den ligger i kommunen Derwent Valley och delstaten Tasmanien, i den sydöstra delen av landet, omkring 24 kilometer nordväst om delstatshuvudstaden Hobart. Antalet invånare är 5 526.
Närmaste större samhälle är Glenorchy, omkring 19 kilometer öster om New Norfolk. 
I omgivningarna runt New Norfolk växer i huvudsak städsegrön lövskog. Runt New Norfolk är det ganska tätbefolkat, med 166 invånare per kvadratkilometer. Genomsnittlig årsnederbörd är 697 millimeter. Den regnigaste månaden är juli, med i genomsnitt 78 mm nederbörd, och den torraste är februari, med 41 mm nederbörd.